# Rokia Traoré (chanteuse)
 (juin 2024).
Le texte peut changer fréquemment, n’est peut-être pas à jour et peut manquer de recul. 
Le titre et la description de l'acte concerné reposent sur la qualification juridique retenue lors de la rédaction de l'article et peuvent évoluer en même temps que celle-ci.
Pour les articles homonymes, voir Rokia Traoré et Traoré.
Rokia Traoré est une chanteuse, auteure-compositrice-interprète et guitariste malienne, née le 24 janvier 1974 à Kati dans la banlieue de Bamako.
Sa discographie se compose de six albums, sortis entre 1994 et 2016. Elle défraie la chronique judiciaire à partir de 2019 en raison de conflits avec son ancien compagnon pour la garde de leur fillette, ce qui la conduit en prison à plusieurs reprises.

## Biographie
Rokia Traoré est une Bambara originaire de la région de Bélédougou. Elle est née le 24 janvier 1974 à Kati, dans la banlieue de Bamako, au Mali. Fille de diplomate, elle a beaucoup voyagé durant sa jeunesse : Algérie, Arabie saoudite, France et Belgique, où elle a étudié. Elle se distingue par son style artistique mêlant tradition malienne (musique mandingue) et modernisme occidental. Elle enregistre ses premiers morceaux en 1995 à Bamako, sous la direction artistique d'Ali Farka Touré[réf. nécessaire]. Ses débuts sur la scène européenne datent de 1997 lors d'un concert au festival « Musiques métisses » d'Angoulême. Elle remporte la même année le prix « Découverte Afrique » de Radio France internationale (RFI).
Son premier album Mouneïssa sort en 1998, suivi d'une tournée européenne. Deux ans plus tard, elle sort son deuxième album Wanita, puis ce sera Bowmboï (2003), qui comprend deux morceaux en collaboration avec le groupe américain Kronos Quartet et pour lequel elle part en tournée mondiale.
En 2001, elle est l'une des nombreuses interprètes du titre Que serai-je demain ? en tant que membre du collectif féminin Les Voix de l'espoir créé par Princess Erika.
Elle remporte un prix aux World Music Awards de la BBC Radio 3 en Grande-Bretagne en 2003.
Très influencée par Billie Holiday, Rokia Traoré participe en 2005, aux États-Unis, au spectacle « Billie & Me », consacré à la vie de la chanteuse légendaire. En 2006, elle écrit et interprète Wati, spectacle créé à Vienne en Autriche par le metteur en scène américain Peter Sellars à l’occasion de la célébration du 250e anniversaire de la naissance de Mozart où ce dernier apparaît comme un griot, musicien de père en fils, vivant au XIIIe siècle à l'époque de l’Empire Mandingue. Le spectacle fut par la suite donné au Barbican Centre de Londres, en Angleterre, puis à la salle Pleyel à Paris.
Son quatrième album Tchamantché sort en 2008, il comprend une reprise de The Man I Love de Billie Holiday. Pour cet album, elle remporte une Victoire de la musique en 2009 dans la catégorie « musiques du monde » ainsi que le prix de la meilleure artiste aux Songlines Music Awards à Londres en Grande-Bretagne.
Elle retourne au théâtre en 2010, avec le spectacle Desdemona, fruit d'une collaboration avec l’écrivaine Toni Morrison et le metteur en scène Peter Sellars. En 2012, Rokia Traoré participe à la tournée « Africa Express » en Grande-Bretagne, et chante en duo avec Damon Albarn (Blur, Gorillaz).
En 2015, elle fait partie du jury du 68e festival de Cannes. En février 2017, elle chante à la cérémonie de clôture de la Coupe d’Afrique des nations de football à Libreville au Gabon en compagnie de quatre autres artistes féminines et en soutien à la lutte contre le cancer du sein.
Installée en France, à Amiens, dans les années 1990, elle est revenue vivre à Bamako en 2009 déclarant : « Depuis dix ou quinze ans, il y a pas mal d’artistes qui ont fait le choix de revenir vivre en Afrique, ou d’y ouvrir des lieux. Ils proposent des récits à partir de travaux menés dans leur pays. C’est une première depuis la fin de l’ère coloniale. Petit à petit, cela crée un public », affirme-t-elle.
En juillet 2017, au Festival d'Avignon, Rokia Traoré interprète le spectacle Dream Mande Djata créé à Bamako, où elle présente l'épopée de l'empereur Soundiata Keïta, mais aussi l'histoire du Soundiata réel, en mettant en avant l'importance de la charte du Manden dans l'histoire culturelle de l'Afrique avant la colonisation,. Pour ce projet, la musicienne confronte à l'aspect mythologique du récit, les travaux d'historiens mandingues encore peu exploités. Ayant travaillé notamment avec la griotte Bako Dagnon sur l'épopée, elle est assistée dans le spectacle du joueur de cora Mamadyba Camara et du joueur de ngoni Mamah Diabaté, et elle chante tantôt en français, tantôt en mandingue.

### Vie personnelle et poursuites judiciaires

#### Séparation et conflit autour de la garde de sa fille
De 2013 à 2018, Rokia Traoré est en couple avec Jan Goossens, un dramaturge et directeur artistique belge avec lequel elle a une fille, née en Belgique en 2015. Après la séparation en 2018, le couple est en conflit pour la garde de leur fille.
En mars 2019, le compagnon de Rokia Traoré saisit le juge aux affaires familiales du tribunal francophone de Bruxelles afin que celui-ci décide de l'organisation des droits de visite et de la résidence de leur enfant à la suite de leur séparation. À l'époque, l'enfant vit au Mali avec sa mère, Rokia Traoré, depuis 2015 et son frère ainé, premier enfant de l'artiste, qui est préadolescent à cette époque. Dès lors commence un conflit par rapport à la compétence juridictionnelle de la justice belge. En effet le droit international privé de la famille prévoit que le juge du lieu / pays de résidence habituelle de l'enfant est le juge territorialement compétent dans un dossier de gestion de droit de visite et résidence d'enfant.
La justice malienne, dans le cadre d'une procédure engagée par Rokia Traoré de son côté, octroie la garde de l'enfant à celle-ci, avec droit de visite au père.
Sur la base de la décision de la justice belge, donnant la garde du même enfant au père, ce dernier porte plainte, en octobre 2019, auprès du tribunal correctionnel de Bruxelles pour "non présentation d'enfant" en se constituant partie civile, C'est ainsi qu'un premier mandat d'arrêt européen sera émis à l'encontre de l'artiste pour : « enlèvement séquestration et prise d'otage ». Par la suite, dans le même dossier, d'autres mandats d'arrêt européens seront émis pour les mêmes motifs entravant ainsi la carrière internationale de l'artiste.
L'enfant vivait au Mali depuis 2015, la compétence juridictionnelle du Mali étant certaine, aucune règle de droit ne permettait une demande d'extradition de l'enfant de son pays de résidence habituelle ; cependant la décision de justice Belge avait permis l'émission d'un mandat d'arrêt européen à l'encontre de la mère de l'enfant qui avait besoin de voyager pour exercer son métier.  Cette situation judiciaire est la seule raison pour laquelle l'artiste mandéka-française (de nationalités malienne et française) Rokia Traoré, résidant au Mali, a été arrêtée plusieurs fois dans des aéroports en Europe, mise en garde à vue, incarcérée pour des périodes allant de plusieurs semaines à plusieurs mois entre 2019 et 2025.

#### Mandat d'arrêt international contre Rokia Traoré
En octobre 2019, un mandat d'arrêt international est émis à l'encontre de Rokia Traoré par la justice belge pour « enlèvement, séquestration et prise d'otage ». Les justices française et belge lui accordent cependant un délai de quelques mois pour présenter l'enfant.
N'ayant pas respecté l'ultime délai du 22 février 2020 accordé par la justice belge, Rokia Traoré est arrêtée le 10 mars 2020 à Paris. Elle y fait alors escale alors qu'elle se rend en Belgique pour assister à l'audience de l'appel qu'elle a fait. Incarcérée à la prison de Fleury-Mérogis, elle entame immédiatement une grève de la faim. Remise en liberté sous contrôle judiciaire, Rokia Traoré s'enfuit au Mali.
Son avocat, Kenneth Feliho, estime que l'arrestation est abusive, mettant notamment en avant le passeport diplomatique de Rokia Traoré, qui rend l'arrestation « en principe […] illégal[e] », et la Convention de la Haye concernant « la résidence habituelle de l'enfant ». Un hashtag « #FreeRokia » (« Libérez Rokia ») apparaît sur Twitter. Plusieurs personnalités manifestent alors leur soutien envers Rokia Traoré, comme le réalisateur et dramaturge malien Alioune Ifra Ndiaye ainsi qu'un collectif d'artistes et de personnalités. L'économiste et musicien sénégalais Felwine Sarr considère que cette affaire « reflète l'état des rapports politiques, juridiques et symboliques entre l'Afrique et le reste du monde ». La militante Fatma Karali initie une pétition et déclare que cette situation relève à la fois du racisme et du sexisme.
De leur côté, les avocats de Jan Goossens répondent dans une tribune du journal Libération que l'enfant a été domiciliée à Bruxelles (elle a d'ailleurs la double nationalité belge et malienne) et que, jusqu'à ses quatre ans, elle a régulièrement été en contact avec sa famille du côté belge.

#### Arrestation en Italie et extradition vers la Belgique
Le 22 juin 2024, Rokia Traoré est arrêtée en Italie à la suite d'un mandat d'arrêt européen émis par la justice belge. L'avocat Me Maddalena Del Re, ayant assuré la défense de Rokia Traoré en Italie, plaide pour sa libération par la justice italienne, en dénonçant la violation de son droit à un procès équitable par le respect du principe du contradictoire.  Elle a estimé qu'il est un fait certain que la décision de justice belge en correctionnel condamnant sa cliente à deux ans d'emprisonnement ait été prise sans que celle-ci ait connaissance du procès, donc sans lui permettre la possibilité d'assurer sa défense conformément au principe du contradictoire qui est une traduction concrète de la notion de procès équitable.  Cependant le 26 septembre, La justice italienne décide de l'extradition de Rokia Traoré. Le 20 novembre, La Cour de cassation italienne, donne son autorisation, à l’extradition de Rokia Traoré vers la Belgique, rendant sont jugement d'extraction définitif vers la Belgique. Le 29 novembre, Rokia Traoré est extradée depuis l'Italie en Belgique, et écrouée à la prison de Haren, à Bruxelles,.
Le 8 janvier 2025, l'audience prévue au tribunal de Bruxelles est finalement ajournée, des discussions étant en cours entre Rokia Traoré et le père de la fillette pour trouver un arrangement à l'amiable. Le 22 janvier, Rokia Traoré accepte de s’entendre avec le père de la fillette, pour que tous deux puissent revoir l’enfant, une  audience est prévue en juin à Bruxelles en juin 2025, pour examiner la mise en œuvre de l’accord et programmer les plaidoiries,.

## Discographie
- 1998 : Mouneïssa
- 2000 : Wanita
- 2003 : Bowmboï
- 2008 : Tchamantché
- 2013 : Beautiful Africa
- 2016 : Né So

## Filmographie
Sauf indication contraire, les informations mentionnées dans cette section peuvent être confirmées par les bases de données cinématographiques IMDb et Allociné,  présentes dans la section « Liens externes ».

### Compositrice
- 2005 : Les Enfants invisibles (film collectif), segment Tanza de Mehdi Charef
- 2007 : Le Jardin de Lalia : des microcrédits pour les femmes maliennes (documentaire) de Carole Roussopoulos et Anne Zen Ruffinen
- 2012 : Les Enfants du diable (téléfilm documentaire) de Daniel Grandclément

### Actrice
- 2006 : Avida de Benoît Delépine et Gustave Kervern : la chanteuse bienveillante
- 2006 : Faro, la reine des eaux de Salif Traoré : Niélé

## Spectacles
Sauf indication contraire ou complémentaire, les informations mentionnées dans cette section peuvent être confirmées par la base de données Les Archives du spectacle.

### Autrice ou adaptatrice
- 2017 : Dream Mandé-Djata
- 2020 : La nuit sera calme, spectacle conçu pour et avec Rokia Traoré par le metteur en scène Moïse Touré (dramaturgie Claude-Henri Buffard) sur des textes de Jacques Derrida,Aristide Tarnagda, Anne Dufourmantelle...
- 2020 : Il était une fois, une rose de fer…, coécrit avec Maylis de Kerangal, mise en scène de Rokia Traoré - représentations annulées à cause de la pandémie de Covid-19

### Compositrice
- 2007 : Kirikou et Karaba, comédie musicale de Michel Ocelot
- 2011 : Desdemona de Toni Morrison, mise en scène de Peter Sellars
- 2017 : Dream Mandé-Djata
- 2018 : Kirina, spectacle de danse de Serge Aimé Coulibaly

### Comédienne
- 2011 : Desdemona de Toni Morrison, mise en scène de Peter Sellars
- 2020 : La nuit sera calme de Jacques Derrida et Aristide Tarnagda, adaptation de Rokia Traoré, mise en scène de Moïse Touré
- 2020 : Il était une fois, une rose de fer…, coécrit avec Maylis de Kerangal, mise en scène de Rokia Traoré - représentations annulées à cause de la pandémie de Covid-19

## Fondation Passerelle et engagements caritatifs
Rokia Traoré crée en 2009 la Fondation Passerelle destinée à aider la jeune création musicale et artistique au Mali,. En 2011, le premier projet Dream Mandé voit le jour avec « Roots », série de concerts acoustiques avec les musiciens de sa fondation. En avril 2016, elle lance la première édition du Festival de Jazz de l'Espace culturel Passerelle à Bamako.
Nommée ambassadrice de bonne volonté pour la région de l'Afrique de l’Ouest et Centrale par le Haut Commissariat des Nations Unies pour les réfugiés (UNHCR), elle effectue des visites dans les camps de réfugiés du Burkina Faso.
En septembre 2016, elle signe une chanson et un clip, Be Aware, pour la campagne d'information « Migrants conscients » initiée par l'Office des migrations internationales et le Ministère de l'Intérieur italien,.